# La Ribiera (Uruguay)
La Riviera es una localidad uruguaya del departamento de Rocha.

## Ubicación
La localidad se encuentra situada en la zona sur del departamento de Rocha, junto al arroyo de Rocha y 8 kilómetros al sur de la ciudad de Rocha.

## Población
Según el censo de 2011 la localidad contaba con una población de 30 habitantes.
| 37            | 30 |
| (Fuente: INE) |    |